# ついったー東方部
ついったー東方部（ついったーとうほうぶ）は、日本のインストゥルメンタルバンド。
上海アリス幻樂団のゲームシリーズ「東方Project」に使用された楽曲をジャズアレンジし、演奏する。

## ライブ活動
- 紅楼Jazz
  - 複数の東方ジャズアレンジサークルを招聘してのライブイベントを主催している。毎年秋に開催。[1]
- 主催ジャムセッション
  - 大阪市内のライブ喫茶などで、メンバーがホストを務める参加型ジャムセッションを開催している。
- 各種ジャズフェスティバルなどへの参加
  - 2018年 徳島ジャズストリート招聘[2]

## ディスコグラフィ
- WITHOUT A BOMB（2016年）
- Ain't me diligent（2017年）
- obSession（2018年）
- Night Butterfly（2019年）
- Bhava:Agra（2020年）
- Pieces of Wonder（2021年）
- 211221（2021年）
- DEWFALL（2022年）
- NOW ON SOLE（2022年）
- CAGE AND CAPTIVE（2023年）
- Knives & Wolves（2024年）

## 受賞歴
- 2019年
  - 第13回 LALALAにしきたミュージシャンコンテスト 審査員特別賞（準グランプリ/西宮市長賞）受賞[3]

- 2022年
  - この東方アレンジがすごい！2022 Presented by 東方ステーション　「このインストがすごい！」賞受賞[4]